# بازگشت به خانه (مجموعه تلویزیونی)
بازگشت به خانه نام یک مجموعهٔ تلویزیونی ایرانی به کارگردانی مسعود نوابی است که در سال ۱۳۷۶–۱۳۷۵ تولید و در سال ١٣٧٧ از شبکه ۱ پخش گردید.

## خلاصه داستان
داستان این مجموعه تلویزیونی دربارهٔ یک مهندس مخابرات جوان به نام «مهدی ساعد» است که با همسرش «روشنک» و پسرشان «مهراب» زندگی بی‌دغدغه و آرامی را می‌گذرانند، اما بروز یک حادثه، زندگی آنها را با مشکل بزرگی مواجه می‌کند.

## بازیگران و عوامل تولید

### عوامل تولید
- کارگردان: مسعود نوابی
- فیلمنامه: فریدون فرهودی
- تصویربردار: رضا جلالی (خارج از کشور)، روح‌الله علی (داخل کشور)
- تدوین: احمد وفایی
- موسیقی: فریدون شهبازیان
- مدیر تولید: محمد حسین ملک زاده
- مجری طرح: تعاونی فیلمسازی برون‌پویا
- تهیه‌کننده: سیمافیلم
- تعداد قسمت‌ها: ۱۳ قسمت
- مدت زمان: ۶۵۰ دقیقه
- محصول: گروه اجتماعی شبکه ۱
- سال تولید و پخش: ۱۳۷۶–۱۳۷۵